# Richard Niklasson
Richard Anders Niklasson, född 3 oktober 1959 i Göteborg, är en svensk kristen sångare, musiker, låtskrivare, TV-producent och tidigare pastor.
I Pingströrelsens sångbok Segertoner är Richard Niklasson representerad med sången Jag vill lära känna Jesus (nr 606) i senaste upplagan som är från 1988. Hans sånger finns även utgivna på plattor av exempelvis Roland Utbult. Niklasson har medverkat i TV, bland annat i den populära programserien Minns du sången. 
Niklasson är producent, projektledare och tekniker inom TV-branschen. Han har gjort program åt bland andra SVT och TV4. I hans verksamhet ingår även musik- och videoproduktion.
Richard Niklasson är verksam i Linghem i Linköpings kommun. Han är son till evangelisten Algot Niklasson.
Han satt med som ledamot för Segertonerkommittén 1988.

## Diskografi i urval
- 1989 – Inifrån (Filadelfia)
- 1991 – Hela hjärtat, tillsammans med Hasse Hallström och Anne-Jorid Ahgnell (Prim)
- 1994 – Det doftar evighet, tillsammans med Hasse Hallström och Anne-Jorid Ahgnell (Prim)